# Eisenbahnunfall von Hanau 1884

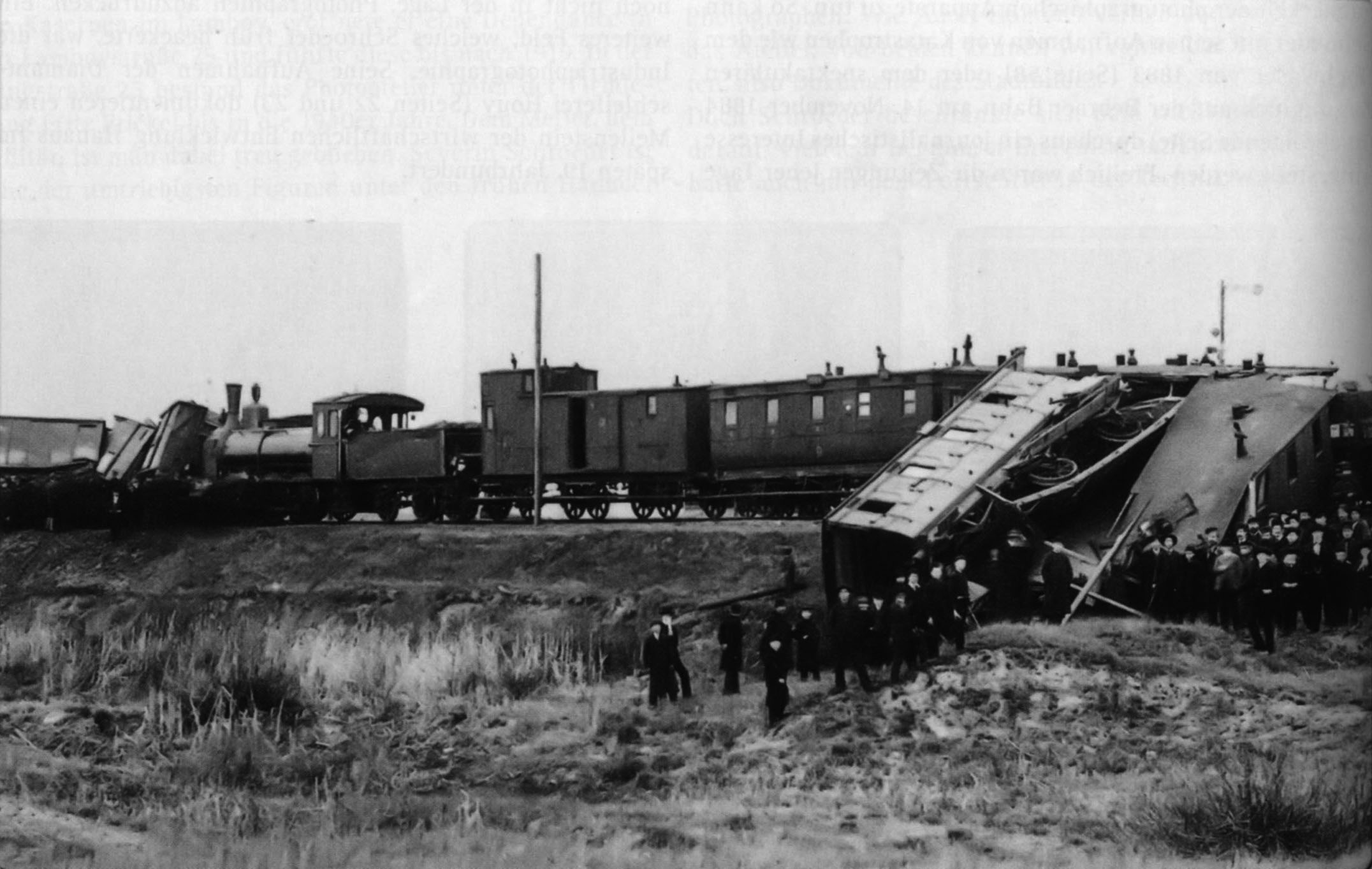
Unfallfoto von Severin Schroeder

Beim Eisenbahnunfall von Hanau fuhr am 14. November 1884 gegen 11:30 Uhr in der nordöstlichen Einfahrt des Bahnhofs Hanau Ost (heute: Hanau Hauptbahnhof) ein Personenzug auf einen Güterzug auf und ein dritter Zug in die Trümmer hinein. 22 Menschen starben.

## Ausgangslage
Der Personenzug 21 von Berlin und Bebra war auf der Kinzigtalbahn unterwegs. Der Zug war mit zahlreichen Reisenden aus dem Hanauer Umland besetzt, die in Hanau eine Messe besuchen wollten.

## Unfallhergang
Durch einen Fehler eines Fahrdienstleiters – eine telegrafische Zugmeldung wurde unterlassen – fuhr der genannte Zug in der Einfahrt in Hanau auf den rangierenden Güterzug 304 auf. Beiden Lokomotivpersonalen gelang es, vor dem Zusammenstoß abzuspringen. Beide Züge entgleisten, die auffahrende Lokomotive und acht Personen- und Güterwagen verkeilten sich ineinander. Die Trümmer blockierten auch die Nachbargleise. Der aus Richtung Frankfurt am Main kommende und in der Gegenrichtung verkehrende Güterzug 511 fuhr in die Trümmer hinein. Die überlebenden Verletzten wurden in das Hanauer Spital eingeliefert, wo ebenfalls noch einige verstarben.

## Folgen
22 Menschen starben, darunter als einziger Eisenbahner ein Schaffner. 26 Menschen wurden darüber hinaus verletzt. Die Überlebenden mussten offensichtlich um eine Entschädigung prozessieren, was für einige Opfer existenziell war. Der schuldige Telegrafist wurde zu einer Freiheitsstrafe von zwei Jahren Gefängnis verurteilt.